# Парикаоба
Парикаоба  — форма традиционного бескровного фехтования на шашках и со щитом, возникшая на севере Грузии в исторической области Хевсуретия. Практиковалась исключительно мужчинами, по большей части — участниками одной родственной или клановой группы в тренировочно-соревновательных или ритуальных целях.

## Правила
Бои проводились в форме поединков с нанесением ударов не лезвием шашки, а плашмя или обухом. Поражаемыми целями являлись голова, руки от плеча до запястья за исключением локтевых суставов. В некоторых случаях допускались удары по бёдрам. В случае случайного нанесения серьёзной раны или увечий по нормам общинного права «рджули» потерпевшему должен был быть выплачен крупный штраф. В случае смерти потерпевшего вводился в действие обычай кровной мести.

## Оружие поединков
Как правило поединки проходили с использованием прямых хевсурских шашек с палашевидным лезвием и закруглённым острием («хмали»), а также — маленького боевого щита («пари»).

## Техника поединков
Для нанесения быстрых и точных, преимущественно — рубящих ударов шашка удерживается всеми пальцами в обхват. Для исключения серьёзных ранений, удары наносятся движениями кисти. Фехтовальный выпад в его классическом понимании отсутствует. Характер передвижений — мелкими скачкообразными шагами, что позволяет активно маневрировать даже в стеснённом пространстве и на узких горных тропах. Движения назад во время боя по понятиям хевсур считаются позорными, хотя и часто применяются для занятия удобной дистанции.

## Этапы обучения и тренировок
В рамках традиционного родоплеменного сообщества обучение было обязательно для всех лиц мужского пола и начиналось в возрасте 6-7 лет с общефизической подготовки и упражнений с деревянным оружием. Второй этап воспитания начинался с 15 лет и включал в себя участие в охоте, боевых действиях и актах кровной мести наравне со взрослыми мужчинами. На третьем этапе, который начинался в 25 лет, военно-физическая подготовка сводилась к поддержанию достигнутой формы. Начиная с 50 лет основной заботой фехтовальщика становилось обучение молодёжи, участие в ритуально-религиозных играх и самозащита.